# Championnats du Zimbabwe de cyclisme sur route
Les championnats du Zimbabwe de cyclisme sur route sont les championnats nationaux de cyclisme sur route organisés par la Fédération du Zimbabwe de cyclisme.

## Hommes

### Podiums de la course en ligne
| Année | Vainqueur           | Deuxième          | Troisième           |
| ----- | ------------------- | ----------------- | ------------------- |
| 2004  | Mohamed Conway      | Roy Taberer       |                     |
| 2005  | Antipass Kwari (en) | Mohamed Conway    | Abel Muchenje       |
| 2006  | Brian Zengeni       | Mohamed Conway    | Colin Brain         |
| 2007  | David Martin        | Mohamed Conway    | Antipass Kwari (en) |
| 2008  | David Martin        | Mohamed Conway    | Antipass Kwari (en) |
| 2009  | Mohamed Conway      | David Martin      | Bryce Moore         |
| 2010  | David Martin        | Mohamed Conway    | Bright Chipongo     |
| 2011  | Bright Chipongo     | David Martin      | Nkulumo Dube        |
| 2012  | annulé              | annulé            | annulé              |
| 2013  | Bright Chipongo     | Nkulumo Dube      | Kevin Smith         |
| 2014  | David Martin        | Desire Gombakomba | Nkulumo Dube        |
| 2015  | David Martin        | Nkulumo Dube      | Chris Brown         |
| 2017  | Nkulumo Dube        | David Martin      | Shine Doko          |
| 2022  | Rodrick Shumba      | Andrew Chikwaka   | Solomon Mugavazi    |
| 2023  | Rodrick Shumba      | Andrew Chikwaka   | Advocate Phiri      |
| 2024  | Andrew Chikwaka     | George Ascott     | Nkulumo Dube        |
| 2025  | Matthew Denslow     | George Ascott     | Andrew Chikwaka     |

Multi-titrés
- 5 : David Martin
- 2 : Rodrick Shumba, Bright Chipongo, Mohamed Conway

### Podiums du contre-la-montre
| Année | Vainqueur          | Deuxième            | Troisième          |
| ----- | ------------------ | ------------------- | ------------------ |
| 1998  | Timothy Jones      | Andy Foggin         | Wonder Matenje     |
| 2004  | Kevin Wood         | Antipass Kwari (en) | Wonder Matenje     |
| 2005  | David Martin       | Mohamed Conway      | Wonder Matenje     |
| 2006  | David Martin       |                     |                    |
| 2007  | Dean Hayes         | David Martin        | Mohamed Conway     |
| 2008  | David Martin       |                     |                    |
| 2009  | David Martin       |                     |                    |
| 2010  | David Martin       | Mohamed Conway      | Glenn Morgan       |
| 2011  | David Martin       | Bright Chipongo     | Kevin Smith        |
| 2012  | annulé             | annulé              | annulé             |
| 2013  | Bright Chipongo    | Dave Martin         | Nkulumo Dube       |
| 2014  | David Martin       | Nkulumo Dube        | Desire Gombakomba  |
| 2015  | David Martin       | Nkulumo Dube        | Albert Kirevha     |
| 2017  | David Martin       | Nkulumo Dube        | Shine Doko         |
| 2019  | Nkulumo Dube       |                     |                    |
| 2021  | Andrew Chikwaka    | Nkulumo Dube        | Advocate Phiri     |
| 2022  | Nkulumo Dube       | Andrew Chikwaka     | Mthokozisi Sibanda |
| 2023  | Mthokozisi Sibanda | Solomon Mugavazi    | Nkulumo Dube       |
| 2024  | Andrew Chikwaka    | Nkulumo Dube        | Mthokozisi Sibanda |
| 2025  | Rodrick Shumba     | Prince Shoko        | Elias Musamba      |

Multi-titrés
- 9 : David Martin
- 2 : Nkulumo Dube, Andrew Chikwaka

## Femmes

### Podiums de la course en ligne
| Année | Vainqueur        | Deuxième           | Troisième          |
| ----- | ---------------- | ------------------ | ------------------ |
| 2004  | Belinda Soper    |                    |                    |
| 2005  | Linda Davidson   | Pam Chalmers       | Linda Rousseau     |
| 2006  | Linda Davidson   | Linda Rousseau     | Sonja O'Fee        |
| 2008  | Linda Davidson   | Margie Gibson      | Greer Wynn         |
| 2009  | Linda Davidson   | Margie Gibson      | Sonja O'Fee        |
| 2010  | Linda Rousseau   | Linda Davidson     | Sonja O'Fee        |
| 2011  | Linda Davidson   | Amanda Mitchell    | Pamela Fulton      |
| 2013  | Linda Davidson   | Tracy Bicknell     |                    |
| 2014  | Shelley Kaschula | Tracey-Lee Harris  |                    |
| 2015  | Greer Wynn       | Kristine Johnson   | Tracy Bicknell     |
| 2017  | Skye Davidson    | Helen Mitchell     |                    |
| 2019  | Skye Davidson    |                    |                    |
| 2022  | Helen Mitchell   | Elsie Mahumbe      | Faith Tuhwe        |
| 2023  | Skye Davidson    | Helen Mitchell     | Priscilla Mashamba |
| 2024  | Skye Davidson    | Andie Kuipers      | Faith Tuhwe        |
| 2025  | Helen Mitchell   | Priscilla Mashamba |                    |

Multi-titrées
- Skye Davidson, Linda Davidson

### Podiums du contre-la-montre
| Année | Vainqueur        | Deuxième          | Troisième           |
| ----- | ---------------- | ----------------- | ------------------- |
| 2004  | Linda Davidson   | Margie Gibson     | Karin van der Merwe |
| 2010  | Linda Davidson   | Sonja O'Fee       |                     |
| 2011  | Linda Davidson   | Pamela Fulton     | Glynnis Chadwick    |
| 2013  | Linda Davidson   |                   |                     |
| 2014  | Shelley Kaschula | Tracey-Lee Harris |                     |
| 2015  | Greer Wynn       | Kristine Johnson  | Tracy Bicknell      |
| 2017  | Helen Mitchell   | Skye Davidson     |                     |
| 2019  | Skye Davidson    | Stacey Hyslop     | Cami Davidson       |
| 2022  | Helen Mitchell   | Greer Wynn        | Elsie Mahumbe       |
| 2023  | Skye Davidson    | Helen Mitchell    | Priscilla Mashamba  |
| 2024  | Skye Davidson    | Helen Mitchell    |                     |
| 2025  | Helen Mitchell   |                   |                     |

Multi-titrées
- Skye Davidson, Linda Davidson, Helen Mitchell

## Espoirs Hommes

### Podiums de la course en ligne
| Année | Vainqueur        | Deuxième        | Troisième         |
| ----- | ---------------- | --------------- | ----------------- |
| 2017  | Advocate Phiri   | Andrew Chikwaka | Thomas Claasen    |
| 2021  | Gerald Sibanda   |                 |                   |
| 2023  | Solomon Mugavazi | Tinashe Marima  | Ndemera Tavanashe |
| 2024  | George Ascott    | Tinashe Marima  | Blessing Gijima   |
| 2025  | George Ascott    | Tendai Manyawu  |                   |

Multi-titrés
- 2 : George Ascott

### Podiums du contre-la-montre
| Année | Vainqueur            | Deuxième          | Troisième         |
| ----- | -------------------- | ----------------- | ----------------- |
| 2017  | Advocate Phiri       | Andrew Chikwaka   | Gideon Benade     |
| 2021  | Gerald Sibanda       |                   |                   |
| 2022  | Lizwilenkosi Sibanda | Tinashe Marima    | Tavanashe Ndemera |
| 2023  | Tinashe Marima       | Tavanashe Ndemera | Blessing Gijima   |
| 2024  | Tinashe Marima       | Lovemore Ntini    | George Ascott     |
| 2025  | George Ascott        | Tendai Manyawu    | Andrew Musanhi    |

Multi-titrés
- 2 : Tinashe Marima

## Juniors Hommes

### Podiums de la course en ligne
| Année | Vainqueur        | Deuxième       | Troisième            |
| ----- | ---------------- | -------------- | -------------------- |
| 2005  | Mike Murdoch     |                |                      |
| 2008  | Travis Brown     | Paul Schillaci | Alan Kupeta          |
| 2009  | Alex Mattock     | Nyasha Lunga   |                      |
| 2011  | Blake Rautenbach | Brad Hansen    | Paul Hunt            |
| 2015  | Chad Scallan     | Liam Beahan    | Thomas Haddon        |
| 2022  | Blessing Gijima  | George Ascott  | Lovemore Ntini       |
| 2023  | Lovemore Ntini   | George Ascott  | Josef Boshoff        |
| 2024  | Prateek Ravla    | Nesta Charles  | Mandlenkosi Mthethwa |
| 2025  | Rohnan Nicholson | Prateek Ravla  | Nyasha Muridini      |

### Podiums du contre-la-montre
| Année | Vainqueur        | Deuxième         | Troisième       |
| ----- | ---------------- | ---------------- | --------------- |
| 2004  | Jono Brash       | Mike Murdoch     | Bruce Arkwright |
| 2009  | Kealan McKenzie  | Marcus Philp     | Ross Hayter     |
| 2011  | Brendan Michell  | Blake Rautenbach | Cory O'Riorden  |
| 2014  | Chad Scallan     | Alexander Welsh  |                 |
| 2015  | Chad Scallan     | Liam Beahan      | Jake Greenway   |
| 2017  | Marcel Paulser   | Jordyn Jacobs    | Luke Steffens   |
| 2022  | Blessing Gijima  | Lovemore Ntini   |                 |
| 2023  | Lovemore Ntini   | Josef Boshoff    |                 |
| 2024  | Prateek Ravla    | Nesta Charles    |                 |
| 2025  | Rohnan Nicholson | Prateek Ravla    | Nyasha Muridini |

Multi-titrés
- 2 : Chad Scallan

## Juniors Femmes

### Podiums de la course en ligne
| Année | Vainqueur        | Deuxième      | Troisième     |
| ----- | ---------------- | ------------- | ------------- |
| 2005  | Amy Hansen       |               |               |
| 2008  | Melissa Saunders | Amy Hansen    | Lisa Murdoch  |
| 2014  | Helen Mitchell   |               |               |
| 2015  | Helen Mitchell   | Skye Davidson | Skye Davidson |

Multi-titrées
- 2 : Helen Mitchell

### Podiums du contre-la-montre
| Année | Vainqueur      | Deuxième            | Troisième      |
| ----- | -------------- | ------------------- | -------------- |
| 2004  | Nicola Elcombe | Tyla Crabbe         | Roxy Palmer    |
| 2009  | Skye Davidson  | Shannon Storrer     | Karishma Patel |
| 2011  | Laurelle Brown |                     |                |
| 2014  | Helen Mitchell |                     |                |
| 2015  | Helen Mitchell | Stacey Hyslop       | Skye Davidson  |
| 2017  | Andie Kuipers  | Tyla-Shae Donaldson |                |

Multi-titrés
- 2 : Helen Mitchell